# 埃恩-阿诺·西拉里
埃恩-阿诺·奥古斯托维奇·西拉里（俄语：Энн-Арно Аугустович Силлари；1944年3月4日—）是苏联党和国家领导人。他是一位爱沙尼亚人，苏联解体后从事商业活动。

## 生平
1944年，生于爱沙尼亚塔林。1967年，毕业于考纳斯工学院，在塔林凯拉纺织厂当助理工长、工长、生产主任、副总工程师。1972年，加入苏联共产党。
1974年，任塔林市列宁区党委部长。1976年，任爱沙尼亚共产党中央指导员、科长、检查员、副处长、第一副处长。1981年，任苏联共产党中央组织党务工作部督察。1984年，任塔尔图市党委第一书记。1986年，任塔林市委第一书记。
1989年，任爱沙尼亚共产党中央书记，1990年，任爱沙尼亚共产党中央第一书记、苏共中央政治局委员。1991年苏联解体后，失去一切职务。